# José María Rivera Pomar
José María Rivera Pomar (Vimianzo, 1938-La Coruña, 22 de agosto de 2010
) fue un médico anatomopatólogo español, primer catedrático de la especialidad en la Universidad de Bilbao, jefe de departamento en el Hospital de Cruces, promotor y director de la escuela de estomatología de la Universidad del País Vasco y creador del servicio editorial de la UPV.

## Trayectoria profesional
Nació en Vimianzo, municipio de la provincia de La Coruña. Estudió Medicina en la Universidad de Santiago de Compostela, y obtuvo el Premio Extraordinario por su tesis doctoral dirigida por el profesor Diego Rivas con quien se formó como médico especialista en Anatomía Patológica y Análisis Clínicos.
En la Universidad de Santiago inició su tarea como docente y en 1965, y gracias a una beca de la Fundación Juan March, completó su aprendizaje en el Anatomisches Institut de la Facultad de Medicina de Hamburgo (Alemania).
En la Universidad de Sevilla continuó la docencia obteniendo plaza de profesor agregado por oposición y en 1971 obtuvo por oposición la primera cátedra de la especialidad en la Universidad de Bilbao.
Durante casi cuatro décadas ejerció como catedrático de Histología y Embriología General y Anatomía Patológica. También desempeñó los puestos de vicedecano de Enseñanzas Clínicas, decano de la Facultad de Medicina y secretario general de la Universidad de Bilbao.
En 1974 obtuvo la plaza de jefe del Departamento de Anatomía Patológica del Hospital de Cruces (Baracaldo) y fue presidente de la Sociedad Española de Citología durante diez años (1980-1990). También presidió la European Federation of Cytology Societes. Durante su mandato consiguió regularizar la formación del ejercicio de la citología en España.
En 1979 fue promotor y profesor   de la Escuela de Estomatología en el campus universitario de Lejona.
Asimismo, fue presidente de la Academia de Ciencias Médicas de Bilbao entre 1996 y 1997 y ejerció como presidente de la Comisión de Estatutos de la European Federation of Cytology Societies.
Entre sus distinciones contaba con la Cruz Sencilla de la Orden de Sanidad, con el premio 'Maestro' de la Sociedad Latinoamericana de Citopatología y la más relevante de todas: el premio Maurice Goldbatt. La Academia Internacional de Citología se lo concedió en 2001, en Ámsterdam.
Desde su jubilación, era Catedrático Emérito de la UPV/EHU y siguió participando en actividades de la especialidad.